# Rutylapa annulata
Rutylapa annulata är en tvåvingeart som först beskrevs av Loïc Matile 1972.  Rutylapa annulata ingår i släktet Rutylapa och familjen platthornsmyggor.
Artens utbredningsområde är Réunion. Inga underarter finns listade i Catalogue of Life.